# Длжин
Длжин (слч. Dlžín) насељено је мјесто са административним статусом сеоске општине (слч. obec) у округу Прјевидза, у Тренчинском крају, Словачка Република.

## Становништво
| Година:    | 1994. | 2004.    | 2014.   | 2024.    |
| ---------- | ----- | -------- | ------- | -------- |
| Број људи: | 214   | 187      | 176     | 146      |
| Разлика:   |       | -12,61 % | -5,88 % | -17,04 % |

| Година:    | 2023. | 2024.   |
| ---------- | ----- | ------- |
| Број људи: | 152   | 146     |
| Разлика:   |       | -3,94 % |

Према подацима о броју становника из 2024. године насеље је имало 146 становника.